# Șevcenkivka, Mahdalînivka
Șevcenkivka (în ucraineană Шевченківка) este localitatea de reședință a comunei Șevcenkivka din raionul Mahdalînivka, regiunea Dnipropetrovsk, Ucraina.

## Demografie
Componența lingvistică a localității Șevcenkivka
     Ucraineană (89,95%)
     Rusă (6,03%)
Conform recensământului din 2001, majoritatea populației localității Șevcenkivka era vorbitoare de ucraineană (89,95%), existând în minoritate și vorbitori de rusă (6,03%) și armeană (3,52%).